# Micromesomma
Micromesomma is een geslacht van spinnen uit de familie Migidae.

## Soorten
- Micromesomma cowani Pocock, 1895